# Congrès antimilitariste d'Amsterdam

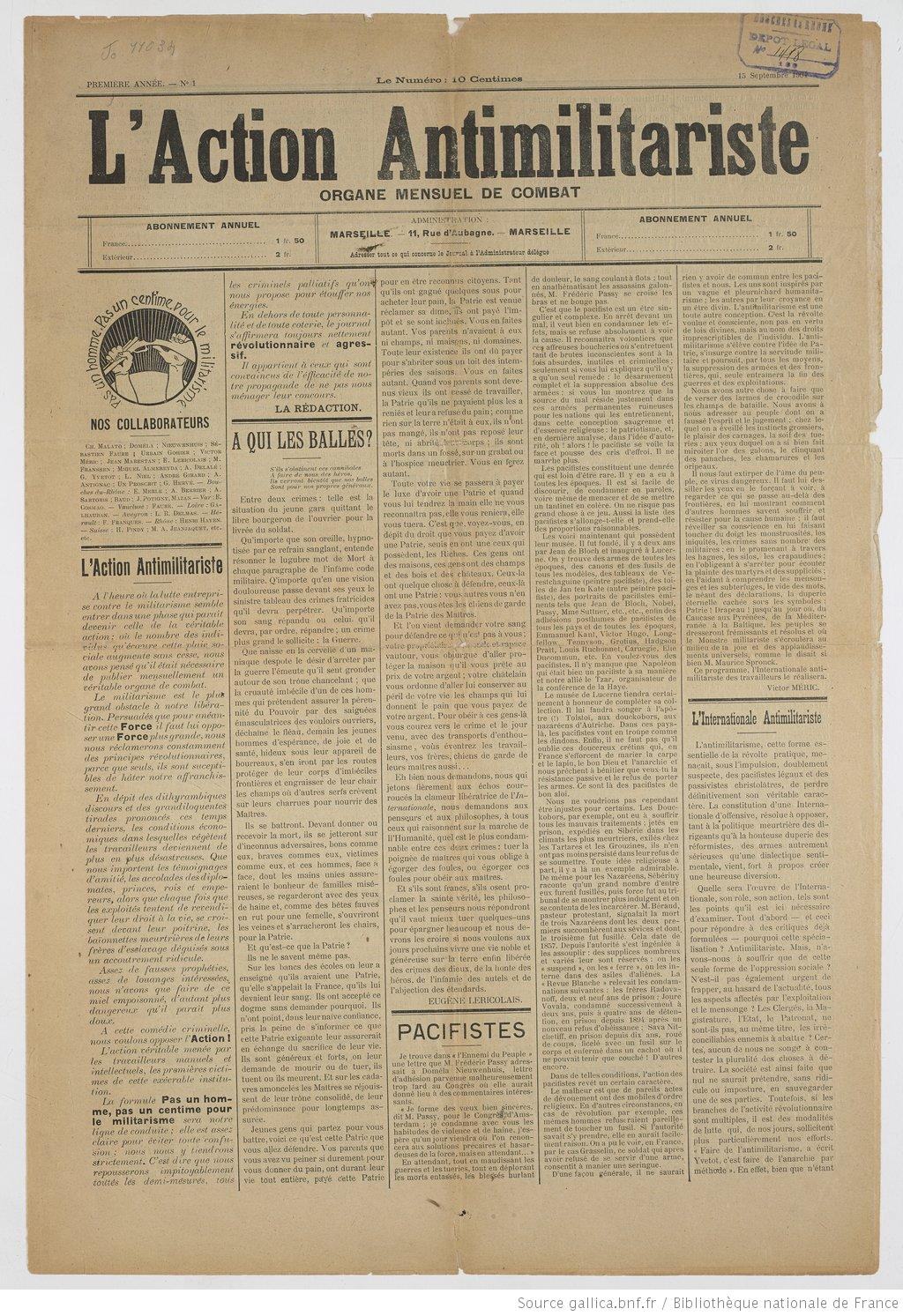
L'Action Antimilitariste, n°1, 15 septembre 1904.

Le Congrès antimilitariste d'Amsterdam se tient à Amsterdam (Pays-Bas) du 26 au 28 juin 1904 à l'initiative de Ferdinand Domela Nieuwenhuis.
Il réunit 470 délégués de France, d’Angleterre, de Suisse, de Bohême, d’Espagne, du Portugal, de Belgique et des Pays-Bas.
Le 28 juin est fondée l'Association internationale antimilitariste, sa devise est : « Pas un homme, pas un sou pour le militarisme ».
Le Congrès se fracture sur la question de l'utilisation de la violence provoquant une prise de distance des anarchistes chrétiens minoritaires lors des votes des motions. Certains anarchistes individualistes dont E. Armand critiqueront, par ailleurs, ce « parlementarisme » éloigné de la recherche du consensus habituellement utilisé dans les assemblées anarchistes.

## Historique
Outre Domela Nieuwenhuis l'organisateur, les Pays-Bas sont également représentés par Félix Ortt et Hijman Croiset. La Belgique est représentée par Georges Thonar. Siegfried Nacht et Pedro Vallina sont délégués de groupes libertaires espagnols et portugais.
La Ligue antimilitariste, fondée en France en décembre 1902, participe en tant que telle au Congrès et est représentée par Georges Yvetot (secrétaire de la Fédération des Bourses du travail), Émile Janvion, Paraf-Javal, A. Libertad, Francis Jourdain, Ernest Girault, Fortuné Henry et Miguel Almereyda. D'autres français sont présents tels l'écrivain Georges Darien, Henri Beylie, E. Armand ou Paul Robin.
Les statuts de l'Association internationale antimilitariste n'évoquent pas explicitement l'« anarchisme », mais seulement l'« antimilitarisme révolutionnaire » et préconisent, à plus ou moins court terme, l'« action insurrectionnelle » comme moyen d'action : « À l'ordre de mobilisation vous répondrez par la grève immédiate et l'insurrection ». Les cadres de l'association sont toutefois tous anarchistes ou syndicalistes révolutionnaires.

## Motions
Selon l'anarchiste individualiste E. Armand, le Congrès met en présence « deux tendances libertaires : la tendance révolutionnaire doctrinaire et la tendance éducatrice et pacifique anti-sectaire. Cette rencontre n'eut malheureusement pas toute l'ampleur qu'elle aurait méritée, ce qui restreint la portée des conclusions à tirer du débat. »
- Les thèmes l’antimilitarisme et les syndicats, l'antimilitarisme et la religion et l’antimilitarisme et l’enseignement font l'objet de débats spécifiques.

- À propos de l’Antimilitarisme et le Refus militaire, le Congrès est divisé entre partisans d’une passivité imprégnée des principes chrétiens tolstoïens et fervents défenseurs de la violence de l’acte[10]. Par 31 voix contre 6, une motion présentée par les délégués français est adoptée : « Le Congrès d’Amsterdam initiateur de la seconde Internationale, déclare se réclamer des principes révolutionnaires et repousser catégoriquement les théories de la résignation, issues de l’esprit chrétien »[3].

## Notices
- L'Éphéméride anarchiste : 28 juin 1904, Congrès international antimilitariste.